# Scharnhorststraße 6 (Hannover)

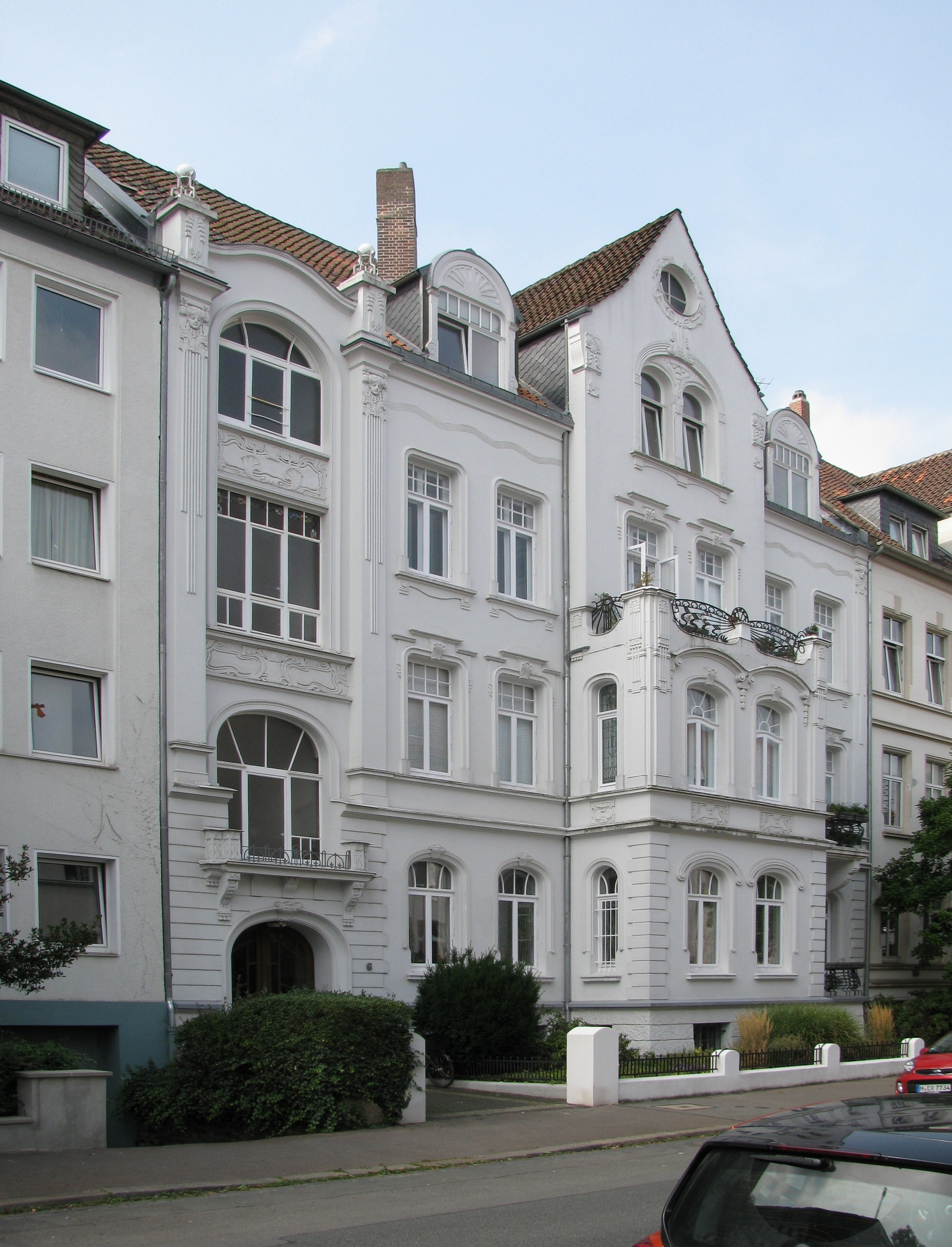
Scharnhorststraße 6

Das Gebäude Scharnhorststraße 6 im Zooviertel von Hannover gilt „als bedeutendstes Objekt“ unter den denkmalgeschützten Bauwerken des Straßenzugs.

## Geschichte und Beschreibung
Das Mehrfamilienhaus in geschlossener Bebauung wurde 1904, nach anderen Quellen „um 1905“ nach Plänen des Architekten Friedrich Brauns errichtet.
Das Haus war nicht das erste Wohngebäude innerhalb der ab 1873 begonnenen Bebauung der Scharnhorststraße, stand aber zur Zeit seiner Errichtung in einer Reihe mit größtenteils ebenfalls um die Wende vom 19. zum 20. Jahrhundert in der Straße errichteten Gebäuden.
Erster Mieter des anfangs im Eigentum des Architekten stehenden Hauses war der Eisenbahndirektor Albert Becké.
Nach dem Ersten Weltkrieg bewohnte der Bauherr Friedrich Brauns 1919 selbst das Gebäude.
Während die umgebenden Bauten während der Luftangriffe auf Hannover im Zweiten Weltkrieg größtenteils durch Fliegerbomben zerstört wurden, hat sich dieses Haus mit zahlreichen Details erhalten: Der mit Elementen des Jugendstils verzierte dreigeschossige Putzbau wurde gegliedert „durch einen ausluchtartigen Vorbau und angelagerten Balkonen mit schmiedeeisernen Ziergittern“. Als herausragende Details sind das Dekor und vor allem die Sprossenteilung der Fenster anzusehen.